# Tococa broadwayi
Tococa broadwayi là một loài thực vật có hoa trong họ Mua. Loài này được Urb. miêu tả khoa học đầu tiên năm 1921.